# Dulacia papillosa
Dulacia papillosa är en tvåhjärtbladig växtart som först beskrevs av Antonia Rangel Bastos, och fick sitt nu gällande namn av Herman Otto Sleumer. Dulacia papillosa ingår i släktet Dulacia och familjen Olacaceae. Inga underarter finns listade i Catalogue of Life.